# Jete
Jete è un comune spagnolo di 735 abitanti situato nella comunità autonoma dell'Andalusia.